# Personaggi di Voltron: Legendary Defender
Segue l'elenco dei principali personaggi della serie animata statunitense Voltron: Legendary Defender.

## Team Voltron
- Luogotenente/Comandante Takashi Shiro Shirogane

Considerato una leggenda alla Garrison, nonché unico membro della spedizione su Kerberos tornato dopo un anno sulla Terra, senza memoria e con un braccio robotico al posto di quello destro. Inizialmente scelto dagli altri come leader in quanto ufficiale più anziano, dimostrerà di saper tenere unito il team e di proteggerlo in qualunque situazione. Nel periodo di prigionia dai Galra si ritrovò a lottare come gladiatore contro il potente Mizzak e si guadagnò il soprannome di "Campione". Pilota il Leone Nero trovato nel Castello dei Leoni, simbolo del cosmo, il più forte e grande dei Leoni che può essere pilotato da un leader nato e capace di mantenere il controllo, che diventa il busto e la testa di Voltron. Inizialmente Shiro non può avvicinarsi a Zarkon con il Leone Nero per via della forte e antica connessione tra loro, ma alla fine della seconda stagione sembra rompere quel legame, recuperando l'Arma del paladino nero, per poi scomparire misteriosamente.
Doppiato da: Josh Keaton (ed. americana), Andrea Lavagnino (ed. italiana)
- Keith

Cadetto promettente alla Garrison ed abile pilota, fu allontanato per il suo comportamento irresponsabile, ribelle e indisciplinato; decise però di rimanere nei paraggi a causa di una strana sensazione. Orfano sin da piccolo, scoprirà di essere per metà Galra grazie al pugnale che si porta sempre dietro. Pilota il Leone Rosso, simbolo del fuoco, il Leone più veloce ma anche più difficile da controllare per il suo carattere volubile e incostante; il suo paladino deve fare infatti più affidamento sull'istinto che sulla razionalità e guadagnarsi il suo rispetto; esso diventa il braccio destro di Voltron, che può evocare e impugnare la sua spada; per motivi sconosciuti era stato trovato prima dai Galra. Durante la terza stagione Keith prende momentaneamente il posto di Shiro come leader e pilota il Leone Nero.
Doppiato da: Steven Yeun (ed. americana), Emanuele Ruzza (ed. italiana)
- Lance

Vanitoso, sbruffone e chiacchierone, si crede un playboy. Diventa serio e affidabile nei momenti difficili. È il cuore di Voltron e il tiratore scelto del gruppo. È il primo paladino ad aver pilotato un Leone di Voltron, ovvero il Leone Blu, trovato in un fiume sotterraneo sulla Terra, e che infatti rappresenta l'acqua. Esso è il Leone più amichevole, che cerca partner coraggiosi e avventurosi, capace di resistere alla pressione e combattere sott'acqua e che diventa la gamba destra di Voltron. Durante la terza stagione Lance piloterà il Leone Rosso.
Doppiato da: Jeremy Shada (ed. americana), Alessio De Filippis (ed. italiana)
- Pidge Gunderson/Katie Holt

Amante della tecnologia ed esperta informatica, è il genio del gruppo nonché il membro più giovane. Il suo vero nome è Katie Holt (segreto inizialmente conosciuto solo da Shiro); ha dovuto farsi passare per un maschio per andare alla ricerca del padre e del fratello, in quanto in precedenza era già stata espulsa per aver violato il computer principale della Garrison. Pilota il Leone Verde, simbolo della foresta (ritrovato in una giungla aliena), Leone piccolo adatto agli attacchi a sorpresa e capace di far crescere piante dal nulla; esso ricerca nel suo partner curiosità e intelligenza, e diventa il braccio sinistro di Voltron.
Doppiata da: Bex Taylor-Klaus (ed. americana), Emanuela Ionica (ed. italiana)
- Hunk

Gigante dal grande cuore, ma di stomaco debole e che tende inoltre a essere un po' fifone. Abile meccanico ed è anche un ottimo cuoco. Pilota il Leone Giallo, simbolo della terra (ritrovato su un pianeta roccioso), che cerca affidabilità e altruismo, infatti è il meno veloce tra i Leoni ma quello con la corazza più resistente; diventa la gamba sinistra di Voltron.
Doppiato da: Tyler Labine (ed. americana), Federico Di Pofi (ed. italiana)
- Allura[1]

Ultima principessa del pianeta Altea risvegliatasi dopo 10.000 anni di ibernazione; inizialmente guiderà i paladini sui segreti di Voltron e sarà il comandante del Castello dei Leoni. Buona e altruista coi più deboli, coraggiosa e forte contro i nemici, si rivela in grado di resistere alla Quintessenza. Nella terza stagione entra in squadra come pilota del Leone Blu.
Doppiata da: Kimberly Brooks (ed. americana), Gaia Bolognesi (ed. italiana)
- Coran Hieronymus Wimbleton Smythe

Servitore della corona di Altea, si occupa dell'incolumità della principessa
Doppiato da: Rhys Darby (ed. americana), Emiliano Reggente (ed. italiana)

## Impero Galra
- Imperatore Zarkon

Malvagio imperatore dell'impero Galra, nonché ex paladino nero, mira alla conquista dell'universo. Si scoprirà essere stato il primo paladino nero, e il suo forte legame con il Leone Nero è un ostacolo iniziale per Shiro.
Doppiato da: Neil Kaplan, Kevin Durand nell'episodio finale della terza stagione (ed. americana), Roberto Fidecaro (ed. italiana)
- Strega Haggar

Consigliera di Zarkon, è dotata di poteri magici ed è un'abile alchimista. Nella quarta stagione si rivela che è stata una scienziata al servizio del re quando gli Alteani erano ancora vivi. Assieme a Zarkon assorbe la quintessenza che li rende praticamente immortali. Ella è la madre di Lotor.
Doppiata da: Cree Summer e Lily Rabe come Honerva (ed. americana), Alessandra Cassioli (ed. italiana)
- Druidi - I Druidi Galra sono stati formati da Haggar per mietere Quintessenza quando Zarkon ha cominciato la sua ricerca per conquistare l'universo conosciuto.

- Principe Lotor

Il principe ereditario dell'Impero Galra e figlio di Zarkon e Haggar. A differenza di suo padre, egli desidera ispirare la lealtà nei pianeti che conquista piuttosto che la paura, per rendere l'Impero Galra più forte. È un esperto combattente e abile stratega. Come i suoi generali, Lotor non è puro Galra, ma è un ibrido, essendo per metà Galra e per metà Alteano. Dopo che Zarkon si sveglia, Lotor venne assolto dai suoi doveri ed è costretto a fuggire, poiché Zarkon ha aperto una caccia all'uomo contro di lui dopo aver appreso ciò che stava progettando. Con i suoi generali che gli si rivoltano contro e costretto in un angolo, Lotor assiste la coalizione di Voltron per vincere una battaglia straziante all'ultimo secondo, e offre una tregua.
Doppiato da: A. J. Locascio (ed. americana), Simone Crisari (ed. italiana)

## Fuoco della Purificazione
Una fazione Galra separatasi dall'Impero quando Lotor è salito al trono come nuovo Imperatore. Nella settima stagione si scopre che hanno attaccato la Terra.
- Comandante Sendak

Un comandante spietato e temibile all'interno dell'Impero Galra, a Sendak fu ordinato di catturare i leoni e distruggere i loro paladini, e ci sarebbe quasi riuscito se non fosse stato per gli sforzi di Pidge. Sendak ha una protesi cibernetica su spalla sinistra e avambraccio collegato da un legante di energia che gli permette di attaccare da lontano, usando il suo braccio come un flagello o tirarsi su grandi distanze. Catturato dai paladini e tenuto in una sorta di coma indotto nel tentativo di estrapolare informazioni dalla sua mente, viene scaricato nello spazio con tutta la sua capsula da Shiro, in preda a una crisi di panico.
Doppiato da: Jake Eberle (ed. americana), Pierluigi Astore (ed. italiana)

## Generali di Lotor
Quattro generali donne fedeli a Lotor, anch'esse mezze Galra.
- Acxa - Calcolatrice e molto intelligente, rimane calma e non si precipita in situazioni disperate. È stato anche rivelato che in precedenza aveva aiutato Keith e Hunk quando tutti e tre erano intrappolati nel ventre del Welblum.

Doppiata da: Anika Noni Rose (ed. americana), // (ed. italiana)
- Ezor - Ha la capacità di camuffarsi come un camaleonte ed è molto agile e acrobatica. Si è dimostrata piuttosto allegra e si dice che sia la più amichevole tra i generali.

Doppiata da: Kimiko Glenn (ed. americana), Perla Liberatori (ed. italiana)
- Zethrid - Amante della violenza, possiede una grande forza ed è altamente capace nel combattimento corpo a corpo.

Doppiata da: Jamie Gray Hyder (ed. americana), // (ed. italiana)
- Narti - Combattente veloce e forte, usa anche la sua coda come arma. Ha poteri psichici ed è in grado di manipolare la mente degli altri toccandoli. Poiché non è in grado di parlare e non ha occhi, usa la sua connessione psichica con Kova per comunicare e vedere. Alla fine Lotor la uccide scoprendo che Haggar lo sta spiando attraverso di lei.

- Kova - Un alieno felino che era in origine il cucciolo di Honerva e che ora serve come gli occhi di Narti.

## Soldati Impero Galra
- Haxus - Sottotenente di Sendak. Muore alla fine dello scontro con Pidge al Castello dei leoni, cadendo giù dal ponte della sala macchine.

Doppiato da: Robin Atkin Downes (ed. americana), // (ed. italiana)
- Comandante Prorok

È un comandante che lavora direttamente sotto Zarkon, il quale preferisce impiegare la forza travolgente della flotta Galra su piani sottili per catturare Voltron. A seguito di un atto di sabotaggio che consente ai Leoni di Voltron e al Castello di sfuggire al Comando Centrale dei Galra, Prorok viene punito da Zarkon e portato via per l'interrogatorio dai Druidi, l'ordine dei Maghi oscuri di Haggar. Viene quindi utilizzato da Haggar per dare vita a un nuovo Robeast che riesce a raggiungere Voltron in un ammasso di xanthorium, sede di una base ribelle Galra. La forma di Robeast di Prorok ha la capacità di attrarre lo xanthorium in se stessa, utilizzandolo come combustibile per un potente laser, oltre ad attirare Voltron e altri oggetti nella sua bocca aperta.
Doppiato da: Keith Ferguson (ed. americana), // (ed. italiana)
- Comandante Morvok

Un comandante sadico, codardo e obeso che deruba un intero pianeta delle risorse prima di lasciare gli abitanti a morire. Viene quindi chiamato da Zarkon per catturare Voltron, e nonostante i tentativi di trovare la sua via d'uscita è costretto a rispettare l'ordine. La sua nave viene distrutta poco dopo aver ordinato la preparazione della sua capsula di salvataggio.
Doppiato da: David W. Collins (ed. americana), // (ed. italiana)
- Vice comandante Ylvik - Al servizio del Comandante Prorok.

- Varkon e Vrepit Sal - Sono rispettivamente un poliziotto Galra in sovrappeso che idolatra l'imperatore Zarkon e un ristoratore Galra che inizialmente cattura Hunk dopo che non è stato in grado di pagare un pasto, ma che in seguito lo impiega per preparare il cibo nel suo ristorante.

Doppiati da: Fred Tatasciore (ed. americana), // (ed. italiana) e // (ed. italiana)
- Il Guardiano

Un malvagio Galra con protesi cibernetiche che sorveglia la prigione del genio Slav; questa prigione è anche il luogo in cui il Guardiano mantiene il suo animaletto Laika. Il Guardiano è dotato di un paio di braccia cibernetiche oltre a quelle normali e ha un sistema per iniettarsi una sostanza che aumenta notevolmente le sue dimensioni e la massa muscolare. Questa forma potenziata lo rende una minaccia maggiore per i paladini di Voltron venuti a salvare Slav, ma con l'aiuto di quest'ultimo riescono a fuggire.
Doppiato da: Fred Tatasciore (ed. americana), // (ed. italiana)
- Laika - Un enorme alieno simile a un cane, è l'animale domestico del Guardiano.

Doppiata da: Neil Kaplan (ed. americana e italiana)
- Comandante Throk - Un comandante Galra che tentò di rovesciare Lotor. Successivamente viene trasferito al Sistema Ulippa.

Doppiato da: Tony Curran (ed. americana)
- Generale Raht - Un generale Galra a cui Haggar assegna il compito di tenere d'occhio il principe Lotor.

Doppiato da: Bill Millsap (ed. americana)
- Comandante Ladnok - Una comandante Galra che trasportava Haggar a Naxzela.

Doppiata da: Katie Lowes (ed. americana)
- Comandante Trugg - Una comandante Galra che è in guerra contro Ladnok durante la stagione 5 e che viene uccisa dall'arma di Ranveig nell'episodio "Bloodlines"

Doppiata da: Laura Post (ed. americana)

## Robeasts
Gladiatore Robeast-Myzax
Un robusto Robeast infuso con l'anima di un Gladiatore Galra di nome Myzax, precedentemente sconfitto da Shiro. Possedeva un potente cannone a braccio basato sulla sua arma da gladiatore, capace di produrre una sfera di energia che poteva sparare e quindi controllare, usandola per colpire i nemici quando tentavano di attaccarlo. Tuttavia, Haggar non ha o non ha potuto migliorare il design, e i ricordi di Shiro della sua prima battaglia hanno permesso ai piloti di Voltron di sconfiggere il Gladiatore e distruggerlo.
Laser Robeast-Drazil
Un Robeast imbevuto dell'essenza vitale di un alieno simile a una lucertola, con la capacità di lanciare potenti fasci di energia dai suoi occhi, una nel suo torso e diverse lungo le sue lunghe braccia. La sua capacità di sparare più esplosioni contemporaneamente o di concentrarle tutte in un potente globo si rivelò una formidabile minaccia per i Paladini di Voltron, con l'esplosione combinata che si dimostrò più forte del cannone a spalla di Voltron. Tuttavia, sono stati in grado di usare la funzione multi-colpo del cannone per colpire tutte le porte contemporaneamente, e sono riusciti a sferrare un colpo devastante al Robeast, che è stato successivamente inglobato nel cristallo di Balmera su cui stavano combattendo. Tuttavia, la creatura in seguito si rianima (anche se ora senza testa), avendo subito una metamorfosi in cui il suo potere era aumentato e ottenne un paio di massicci cristalli di Balmera corrotti dalla sua energia come scudi. Tuttavia, lavorando insieme, sono stati in grado di violare le sue difese e distruggerlo con la spada di Voltron.
Prorok Robeast
Un Robeast creato usando l'ex Comandante Prorok, assomiglia ad una versione meccanica della sua testa con un paio di braccia ed è più grande del Voltron completamente formato. Questo Robeast ha la capacità di produrre un raggio traente, che può utilizzare per attirare materiali pesantemente instabili per alimentare la sua arma laser o per attirare bersagli nemici come Voltron. Un tentativo da parte dei Paladini di distruggerlo schiantandolo contro un asteroide esplosivo si rivelò infruttuoso, e fu solo il sacrificio di Ulaz, un membro delle Spade di Marmora, che vide questo Robeast finire, schiacciato da una singolarità prodotta artificialmente.
Armatura di Zarkon
Un mostruoso costrutto creato esclusivamente per l'uso personale di Zarkon contro Voltron; ha ucciso tutti i Galra che lo hanno testato prima che Zarkon lo pilotasse in battaglia. Ha condiviso la capacità di Voltron di produrre armi quando sbloccato da un Bayard, in particolare il Black Bayard che Zarkon ha conservato come Paladino originale del Leone Nero, come una spada di energia e un'arma a catena segmentata. Sembra che abbia avuto abilità aggiuntive basate su quelle del Leone Nero, come un enorme paio di ali che gli permettevano di volare nello spazio ad alta velocità e che potevano formare scudi capaci di neutralizzare l'esplosione del cannone a spalla di Voltron. Era anche in grado di deviare una piena esplosione di potenza dalle armi del Castello dei Leoni, ma si dimostrò incapace di impedire al Leone Nero di recuperare il Black Bayard da Zarkon; ha mantenuto le sue armi nonostante questa perdita. Alla fine è stato distrutto dopo che Shiro ha usato il Black Bayard per sbloccare la Blazing Sword di Voltron, che ha scatenato una reazione a catena che ha consumato l'armatura e Zarkon.

## Le Spade di Marmora
Un antico ordine di Galra che si oppone al dominio di Zarkon perché Zarkon si è dimostrato più interessato al potere che alla stabilità che credevano avesse promesso alla sua regola.
- Kolivan

Il leader della Spade di Marmora, che è scettico di fidarsi dei Paladini di Voltron e sottopone Keith a un rituale delle Prove di Marmora dopo che si è rifiutato di rinunciare a un coltello Galra che ha posseduto fin dall'infanzia. Quando Keith riesce a "risvegliare" la lama, rivela che Keith ha il sangue di Galra. In seguito accompagna Keith e Shiro di nuovo al Castello dei Leoni per incontrarsi con Allura, dove rivela che i Galra hanno appreso della loro esistenza, costringendoli a intensificare i loro piani di abbattere Zarkon. Questo piano comporterebbe la chiusura della nave comando di Zarkon, permettendo ad Allura di inviarlo attraverso un enorme tunnel spaziale verso una galassia lontana. Durante la battaglia tra Voltron e Zarkon si unisce ad Allura e Antok nella lotta contro Haggar e i suoi Druidi, e riescono a sconfiggerli anche se a costo della vita di Antok.
Doppiato da: Mark Rolston (ed. americana), // (ed. italiana)
- Thace

Un ufficiale militare dell'Impero Galra, Thace tradisce Zarkon abbassando una barriera per permettere ai Leoni, ai loro paladini e al Castello dei Leoni di scappare. Successivamente viene rivelato essere un membro delle Spade di Marmora, un gruppo segreto di Galra che è contro il dominio di Zarkon. Alla fine, Thace si sacrifica per assicurare il successo della missione per sconfiggere Zarkon.
Doppiato da: Mick Wingert (ed. americana), // (ed. italiana)
- Ulaz

Uno scienziato Galra, che Shiro ricorda come colui che lo ha aiutato a fuggire dall'Impero dei Galra, e membro delle Spade di Marmora. Dà le coordinate del Paladino al quartier generale principale delle Spade di Marmora e si sacrifica per salvare i Paladini.
Doppiato da: Arnold Vosloo (ed. americana), // (ed. italiana)
- Antok

Membro delle Spade di Marmora che funge da guerriero brutale e ha una coda. Dopo aver sfidato Keith al quartier generale delle Spade di Marmora, si unisce a Kolivan per salire sul Castello dei leoni per il resto della seconda stagione. Lui, Kolivan e Allura in seguito si imbarcano sulla nave comando di Zarkon per combattere Haggar e i suoi Druidi, e Antok viene ucciso come risultato, la sua faccia non è mai stata vista.
Doppiato da: Trevor Devall (ed. americana), // (ed. italiana)
- Regris - Membro delle Spade di Marmora, che aiuta Keith e Kolivan durante la loro missione prima di sacrificarsi in "Code of Honor". Come Antok, la sua faccia non è mai stata rivelata.

Doppiato da: Josh Keaton (ed. americana), // (ed. italiana)

## Alleati di Voltron
- Rolo - Un alieno cacciatore di taglie che in seguito entra a far parte dell'Alleanza di Voltron insieme alla sua partner Nyma e il loro robot Beezer.

Doppiato da: Norman Reedus nella stagione 1 e Tyler Rhoads nella stagione 4 (ed. americana), // (ed. italiana)
- Nyma - Cacciatrice di taglie e partner di Rolo.

Doppiata da: Lacey Chabert (ed. americana), // (ed. italiana)
- Beezer - Un robot appartenente a Rolo e Nyma.

- Slav

Un genio eccentrico che ha sviluppato una tecnologia di piegamento della gravità che potrebbe creare una tasca dello spazio-tempo in grado di nascondere un intero avamposto alla vista o di far crollare un Robeast dall'interno. L'Impero Galra desiderava disperatamente rivendicare questa tecnologia e imprigionò Slav in un'installazione altamente fortificata nota come Beta Traz, dove fu sottoposto a torture per estrarre le sue conoscenze da utilizzare nella creazione di miglioramenti genetici e tecnologici per l'Impero Galra. Fu chiamato a costruire un altro generatore di gravità per nascondere un enorme Teludav, o generatore di wormhole, destinato all'uso contro la nave comando di Zarkon. La sua intelligenza lo rende consapevole di numerose realtà alternative, così tante che ha difficoltà a distinguerle da quelle in cui attualmente risiede.
Doppiato da: Iqbal Theba (ed. americana), Alberto Bognanni (ed. italiana)
- Matt Holt

Fratello maggiore di Pidge che, insieme a suo padre e Shiro, è stato assegnato in una missione a Kerberos che ha portato alla loro cattura da parte dell'impero Galra. Matt fu mandato in un ring dei gladiatori accanto a Shiro mentre suo padre fu mandato in un campo di lavoro di Galra. Shiro successivamente finse una rabbia furiosa e ferì Matt per assicurarsi che non sarebbe stato costretto a competere in una partita di gladiatori. Nella seconda stagione è stato rivelato che Matt è stato salvato da un gruppo di ribelli da una prigione di Galra. Pidge è finalmente riunito con lui nella quarta stagione, e si unisce alla ribellione contro l'Impero Galra. Matt è un giovane dai capelli castano chiari che, prima della sua cattura, portava gli occhiali; Il personaggio di Katie, Pidge, assomiglia molto a Matt in apparenza, visto da Hunk e dagli altri Paladini che scambiano una foto dei due fratelli come uno di Pidge e la sua fidanzata prima di apprendere la vera identità di Katie.
Doppiato da: Blake Anderson (ed. americana), // (ed. italiana)
- Ryner

Attuale leader degli Olkari dopo il tradimento di Re Lubos. Insieme ad altri abitanti del pianeta si sono rifugiati nelle foreste quando i Galra hanno conquistato il loro pianeta. Hanno vissuto nascosti per diversi anni, combinando le loro tecnologie con la natura del loro pianeta e usando delle spore per mandare un messaggio di aiuto. Quando il Team Voltron è giunto sul loro pianeta, ha prestato loro aiuto per salvare il loro sovrano. Dopo aver scoperto il tradimento del loro re, Ryner riesce a condurre gli abitanti in città e aiuta Pidge a rafforzare il suo legame con il Leone Verde e che le permette di sbloccare una nuova arma del Leone. In seguito, insieme agli Olkari, presta ancora una volta aiuto ai Paladini nella costruzione di un teludav gigante per sconfiggere Zarkon e ospitando i rifugiati scampati agli attacchi Galra sul loro pianeta.
Doppiata da: Mindy Sterling (ed. americana), // (ed. italiana)
- Olia - Pilota e capitano delle forze ribelli.

Doppiata da: Jessica McKenna (ed. americana)

## Personaggi secondari

### Primi Paladini di Voltron
Il primo gruppo di Paladini di Voltron, che erano tutti i leader dei rispettivi pianeti.
- Imperatore Zarkon - vedi Impero Galra

- Re Alfor

Il defunto re di Altea e padre di Allura, Alfor ha avuto paura e ha scelto di nascondere i leoni attraverso il cosmo per impedire a Zarkon di reclamarli. Ha messo sua figlia in animazione sospesa e ha lasciato una versione digitalizzata di se stesso per guidare Allura una volta che si fosse svegliata. Purtroppo la sua intelligenza artificiale è corrotta dall'energia di un cristallo di Galran, facendolo minacciare i Paladini, Coran e persino Allura. Senza alcuna scelta, Allura disconnette l'A.I. di suo padre dalla sua fonte di energia e perde suo padre per sempre. In seguito viene rivelato che Alfor è stato il Primo Paladino del Leone Rosso e alchimista dei Paladini.
Doppiato da: Keith Ferguson nelle stagioni 1 e 2, Sean Teale nella stagione 3 (ed. americana), Roberto Certomà nelle stagioni 1 e 2, Marco Vivio nella stagione 3 (ed. italiana)
- Lady Trigel - Prima Paladina del Leone Verde, proveniente dalla Cintura di Dalterion.

Doppiato da: Angie Harmon (ed. americana), // (ed. italiana)
- Blaytz - Primo Paladino del Leone Blu, proveniente da Nalquod.

Doppiato da: Chris Kattan (ed. americana), // (ed. italiana)
- Gyrgan - Primo Paladino del Leone Giallo, proveniente da Rygnirath. È solito esclamare "Oh, Santi Salici!" quando è sorpreso.

Doppiato da: Geno Segers (ed. americana), // (ed. italiana)

### Galaxy Garrison
Un'accademia militare della Terra specializzata in missioni scientifiche e di salvataggio nello spazio. Con il ritorno del Comandante Samuel Holt sulla Terra, la Garrison comincia a sviluppare nuovi progetti che combinano la tecnologia Alteana con quella terrestre. Fra le tecnologie sviluppate ci sono la nave da battaglia IGF-ATLAS e la fondazione del corpo da combattimento Mecha-Flex-Exo-Ares, abbreviato MFE-Ares.
- Ammiraglio Sanda - Comandante della Galaxy Garrison e superiore di Samuel Holt. Durante l'attacco Galra alla Garrison, stringe un patto con Sendak per consegnargli Voltron in cambio della salvezza della Terra, ma Sendak la tradisce e la imprigiona insieme ai Paladini. Muore nel tentativo di rimediare all'errore commesso.

Doppiata da: Sumalee Montano (ed. americana)
- Comandante Iverson - Comandante alla Galaxy Garrison. Quando scopre Katie Holt cercare di hackerare il suo computer alla ricerca di informazioni sull'incidente della Missione Kerberos e su suo padre e suo fratello, la fa cacciare dall'accademia e impedire di tornare a cercare informazioni. In seguito Katie torna all'accademia con l'identità di Pidge Gunderson, riuscendo a non farsi riconoscere da Iverson.

Doppiato da: Nolan North (ed. americana), // (ed. italiana)
- Comandante Samuel Holt - Il padre di Pidge e Matt, è scomparso insieme a quest'ultimo e Shiro dopo essere stato fatto prigioniero dell'Impero Galra durante la spedizione della Galaxy Garrison su Kerberos. Pidge ha cercato lui e suo fratello Matt da allora. Dopo essere stato catturato, fu separato dai suoi due membri dell'equipaggio e mandato in un campo di lavoro con prigionieri ritenuti troppo deboli per combattere. Nella quinta stagione, si riunisce finalmente con i suoi figli dopo la morte di Zarkon e l'ascesa al trono di Lotor come nuovo Imperatore Galra. In seguito, torna sulla Terra portando con sé delle registrazioni per la madre di Pidge e Matt e per le famiglie di Hunk e Lance. Inoltre gli viene anche consegnata una copia delle piantine del Castello dei Leoni, che permetteranno alla Garrison di sviluppare nuove tecnologie difensive prima dell'attacco dei Galra alla Terra nella settima stagione.

Doppiato da: Nolan North (ed. americana), // (ed. italiana)
- Colleen Holt Moglie di Sam Holt e madre di Pidge e Matt. Dopo il ritorno del marito alla Galaxy Garrison, lo aiuterà a diffondere la notizia dell'esistenza di Voltron e della guerra contro l'Impero Galra.

Doppiata da: Renee Faia (ed. americana)

### Alieni alleati di Voltron
- Xi - Un alieno tenuto prigioniero sulla nave da guerra di Sendak fino a quando non viene liberato da Shiro e Pidge insieme ad altri prigionieri alieni. Conosce Shiro dai suoi giorni combattendo nei giochi dei gladiatori e fa riferimento a Shiro come "Campione". Anche se Xi ha trovato la dimostrazione di Shiro di finta sete di sangue terrificante ora si fida di Shiro completamente. Aiuta Shiro a ricordare i suoi ricordi raccontandogli ciò che ha visto e fornisce qualche indizio su cosa è successo al padre e al fratello di Pidge.

Doppiato da: Robin Atkin Downes (ed. americana), // (ed. italiana)
- Arusiani - Una razza aliena di bassa statura, il loro aspetto è un misto tra i tratti delle salamandre e lumache. Nella serie originale non era presente, è stata creata esclusivamente per la serie Legendary Defender.
  - Re Arusiano - Sovrano del Pianeta Arus. All'inizio crede che lui e il suo popolo abbiano mancato di rispetto alla "Dea del Leone", riferendosi allo scontro di Voltron con la nave da guerra di Sendak. Dopo aver invitato Allura e i Paladini Voltron nel loro villaggio per chiedere loro scusa, Allura spiega loro che non esiste nessuna Dea del Leone arrabbiata con loro e in seguito divengono i primi alleati di Voltron.

Doppiato da: Neil Kaplan (ed. americana), // (ed. italiana)
  - Klaizap - Abitante del Pianeta Arus e autoproclamatosi il più coraggioso guerriero di Arus. Si avvicina al Castello dei Leoni per scoprire perché la "Dea del Leone" è arrabbiata con il suo popolo, conducendo Allura e la squadra nel vicino villaggio su "Gazrel Hill", governata dal Re Arusiano.

Doppiato da: Cree Summer (ed. americana), // (ed. italiana)
  - Moontow - Abitante del Pianeta Arus, vive nel villaggio governato dal Re Arusiano. Cerca di placare la "Dea del Leone" eseguendo la Danza delle Scuse per Allura e i Paladini di Voltron.

- Balmerani - Una razza di creature umanoidi con tratti rettiliani che vivono all'interno di Balmera, una creatura massiccia che viaggia attraverso lo spazio e produce potenti cristalli impiegati dagli Alteani e dall'Impero Galra come fonti di energia, sebbene gli Alteani abbiano sempre dato energia a Balmera in cambio mentre i Galra estraggono i cristalli di Balmera per le loro risorse. Hunk e Coran fanno amicizia con una degli abitanti di Balmera, Shay, e la sua famiglia quando si recano su Balmera in cerca di un nuovo cristallo per il Castello, e in seguito fanno ritorno con Voltron e il Castello dei Leoni per liberarli dai Galra, aiutati anche dal fratello di Shay, Rax, che all'inizio si dimostra astioso nei lor confronti perché non crede che possano salvarli. Durante la missione di salvataggio sono attaccati da un Robeast mandato da Haggar per distruggerli. Fortunatamente, Allura riesce a conferire nuova energia a Balmera che intrappola il Robeast in un cristallo gigante, ma che si libera nell'episodio della seconda stagione, "Ancora Vivi", dopo che Allura è tornata su Balmera alla ricerca di un cristallo ancora più grande da utilizzare per la costruzione del teludav.
  - Shay - Abitante di Balmera che aiuta Hunk e Coran a scappare dai Galra e a lasciare Balmera con il nuovo cristallo per il Castello. In seguito viene catturata per averli aiutati a fuggire e Hunk promette di tornare presto a liberarla e a cacciare i Glara da Balmera. Quando i Paladini giungono su Balmera, scoprono che Shay è tenuta prigioniera al centro di Balmera, ma si rivela essere in realtà una trappola

Doppiata da: Emily Eiden (ed. americana), Joy Saltarelli (ed. italiana)
  - Rax - Fratello maggiore di Shay, all'inizio non crede che Hunk e Coran possano aiutarli a liberare Balmera dai Galra e dice loro di andarsene per non metterli nei guai con i soldati Galra. Più tardi, comunica ai soldati Galra del piano di Shay di aiutare Hunk e Coran a fuggire, con la speranza che non incolpino anche la sua famiglia. Più tardi, con l'arrivo di Voltron su Balmera, capisce di essersi sbagliato su di loro e aiuta i Paladini a liberare Balmera dai Galra.

Doppiato da: Scott Wolf (ed. americana), // (ed. italiana)
  - Padre di Shay
  - Nonna di Shay

- Gli Olkari - Una razza aliena che ha sviluppato nuove tecnologie combinate con la natura del proprio pianeta. In seguito il loro sovrano, Re Lubos, ha permesso ai Galra di sfruttare il suo popolo per costruire una super-arma per le forze di Zarkon, in cambio di una vita nel lusso. Durante la missione di salvataggio su Olkarion prestano supporto al Team Voltron, e in seguito aiutano Pidge a connettersi pienamente con il Leone Verde, riuscendo ad evocare una nuova arma per il Leone.
  - Ryner - vedi Alleati di Voltron
  - Re Lubos - Precedente sovrano di Olkarion, ha venduto il suo popolo ai Galra e aiutati nella costruzione di superarmi in cambio di una vita tranquilla nel lusso. Sostiene di aver agito in favore dei Galra perché non riteneva il suo popolo in grado di combatterli. Scoperto il suo tradimento, viene destituito dal suo incarico da Ryner e gli Olkari.

Doppiato da: Fred Tatasciore (ed. americana), // (ed. italiana)
  - La-Sai - Un Olkari al servizio di Re Lubos, è disgustato dal suo Re che ha preferito vendere il suo popolo per poter vivere nel lusso.

Doppiato da: Ike Amadi (ed. americana), // (ed. italiana)

## Personaggi minori

### Pianeta ghiacciato delle Sirene
- Regina Luxia - Sovrana del popolo acquatico che ricordano molto le sirene, quando nel giardino del palazzo reale arriva un mostro simile a una pianta di nome Baku, che produce del cibo con cui prende il controllo della regina e del suo popolo. Con l'arrivo di Lance e Hunk sul pianeta, a seguito dello scontro con Zarkon che ha diviso i Paladini dal Castello dei Leoni, riescono ad eliminare il mostro e liberare il popolo delle sirene.

Doppiata da: Kari Wahlgren (ed. americana), Paola Majano (ed. italiana)
- Plaxum - È una sirena che aiuta Lance e Hunk contro il mostro acquatico Baku. Dopo che la pianta ha fatto il lavaggio del cervello alla Regina Luxia e al suo popolo, chiede aiuto a Lance per salvarli. Plaxum e i suoi amici hanno usato una medusa per bloccare il potere di lavaggio del cervello del verme, non sapendo che in realtà era il cibo fornito dal verme che stava inducendo il suo effetto ipnotico.

Doppiato da: Mae Whitman (ed. americana),  (ed. italiana)
- Florina - Sirena al servizio della Regina Luxia. È lei a trovare Lance e Hunk quando precipitano sul suo pianeta e a portarli dalla regina. Quando Lance si unisce al gruppo di sirene ribelli, Luxia le ordina di recarsi all'interno del Giardino del Baku, dove viene divorata.

Doppiata da: Alyson Stoner (ed. americana), // (ed. italiana)
- Blumfump - Uno degli amici di Plaxum e auto-proclamatosi scienziato. Sospetta che ci sia la Regina dietro al lavaggio del cervello fatto agli abitanti della città e pensa che portando le meduse in testa si sia immuni dai suoi poteri. In realtà si scopre che era il Baku a causare il lavaggio del cervello delle sirene, attraverso le piante che produceva e che venivano poi usate per preparare i cibi.

Doppiato da: "Weird Al" Yankovic (ed. americana), Alessio Ward (ed. italiana)
- Swirn - Altro amico di Plaxum.

Doppiata da: Kari Wahlgren (ed. americana), // (ed. italiana)
- Baujal - Capo dei Taujeeriani.

Doppiato da: Jim Cummings (ed. americana), // (ed. italiana)
- Unilu

Doppiato da: Paul Reubens (ed. americana), // (ed. italiana)

### Universo Alternativo
- Generale Hira - Una guerriera Alteana di un'altra realtà in cui gli Alteani hanno sconfitto i Galra e dominato l'universo con le loro tecnologia che ha permesso loro di conquistare tutti gli altri pianeti.

Doppiata da: Virginia Madsen (ed. americana)
- Sven - Controparte di Shiro di un'altra realtà e membro dei Guns of Gamara (controparte delle Spade di Marmora).

Doppiato da: Josh Keaton (ed. americana)